# 刘作明 (清朝)
刘作明，正白旗人，是一名清朝政治人物。
刘作明曾于嘉庆二十年接替洪煌任龙岩州知州一职，嘉庆二十三年由钱景文接任。